# Martinskirche (Öschingen)

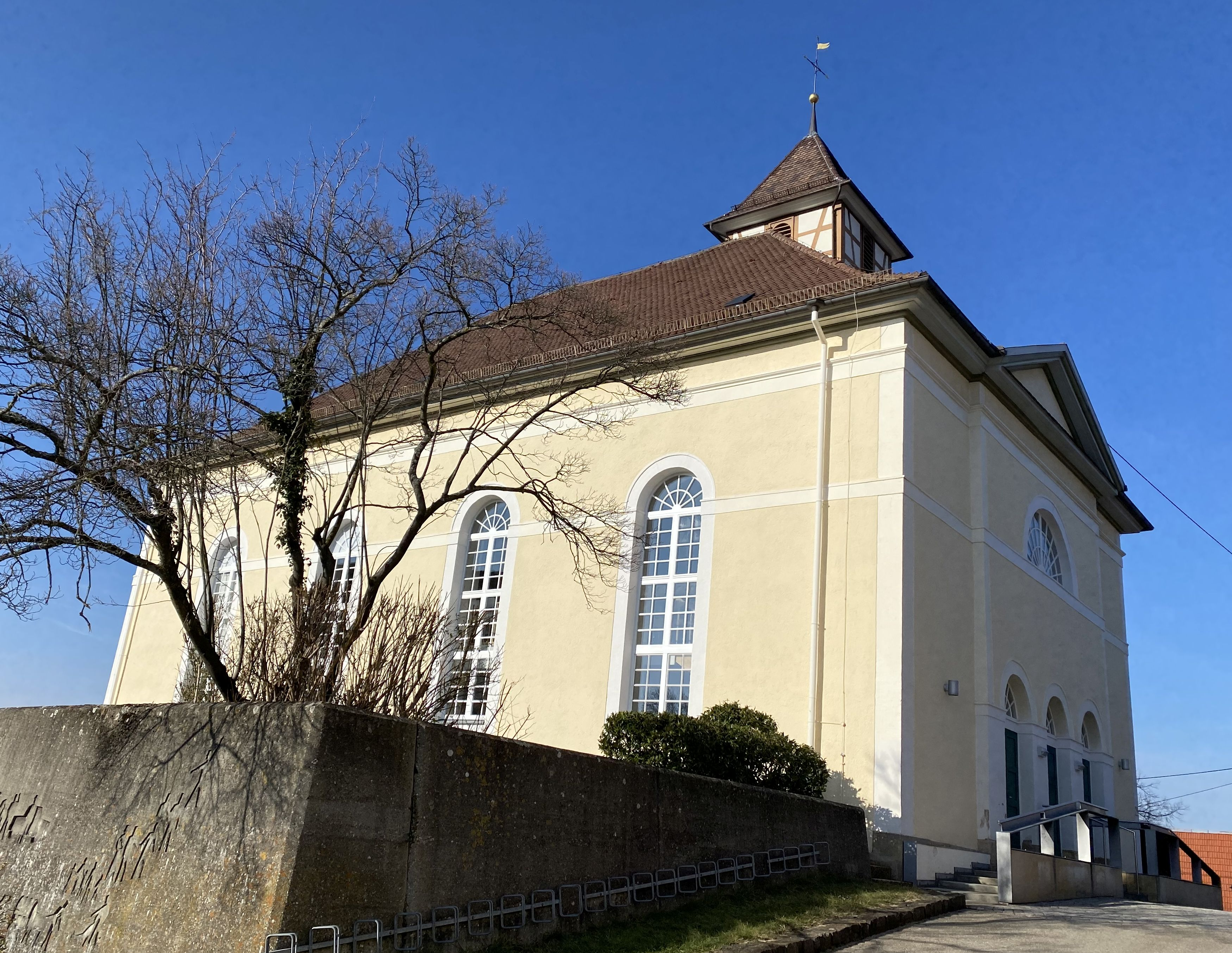
Martinskirche Öschingen (Außenansicht)

Die Martinskirche in Öschingen, einem Stadtteil von Mössingen, ist eine evangelische Pfarrkirche. Die Gemeinde gehört zum Kirchenbezirk Tübingen der Evangelischen Landeskirche in Württemberg. Sie wurde 1813 erbaut.

## Geschichte und Architektur
Die heutige Martinskirche wurde im Laufe des Jahres 1813 als schlichte klassizistische Saalkirche erbaut. Über den an gleicher Stelle stehenden und beim Neubau abgerissenen Vorgängerbau, der bereits nach Martin von Tours benannt war, ist sehr wenig bekannt. Eine Zeichnung davon existiert nicht. Die alte Kirche galt zur damaligen Zeit als zu klein und sehr baufällig. Beim Neubau der Kirche wurde ihre Ausrichtung verändert; während der Altarraum der alten Kirche nach Osten wies, zeigt er nun nach Westen. Nur der Kirchturm aus gotischer Zeit blieb stehen, allerdings musste er erhöht werden, weil der alte Turm zu niedrig für die neue Kirche war. Der damalige Gemeindepfarrer, Christian Adam Dann, trug mit einem Beitrag von 1.200 Gulden aus seinem eigenen Vermögen etwa ein Sechstel der Bausumme bei.
Obwohl der Neubau am 8. November 1813 fertiggestellt war, konnte die Einweihung wegen einer in Öschingen grassierenden Epidemie und der im Dorf einquartierten russischen Truppen erst am 6. März 1814 durch den Tübinger Dekan Johann Gottlieb Münch (1774–1837) erfolgen.
Die Martinskirche mit ihrer schlichten, früher als „stillos“ bezeichneten Inneneinrichtung ist ein frühes Beispiel des sog. Finanzkammer‑ oder Kameralamtsstils. Sie wurde im Unterschied zu manchen anderen Kirchen dieses Baustils seit ihrer Erbauung im Innern kaum verändert (1949/1950, 1974/1975 und 2004 erfolgten Innenrenovierungen, 1965/1966 eine Außenrenovierung). Architekt war der württembergische Landbaumeister Johann Adam Groß (III.) (1750–1813) aus der bekannten Architektenfamilie von Groß.
Diese Kirchen im Finanzkammerstil wurden im Sinne eines Musterplans von staatlichen Baubeamten erstellt. Die vor allem auf ihre Funktionalität ausgerichteten Gebäude wurden auf Staatskosten errichtet. Der Normplan eines Emporensaals war in seiner Anlage in der Regel symmetrisch, ein rechteckiger Saalbau mit auf beiden Längsseiten und über dem Eingang angebrachten Emporen. Der Mittelgang führt zum Altar. Die Kanzel über dem Altar kennzeichnet den Bau als eine typische Predigtkirche – vergleichbar mit den Betsälen der Herrnhuter Brüdergemeine, bei denen die Wortverkündigung im Mittelpunkt steht. Der Aufgang zur Kanzel erfolgt über eine Treppe in der 1965 erneuerten, an der Westseite der Kirche angebauten Sakristei.
Kunstgegenstände fehlen in der Kirche nahezu völlig. Das Kruzifix über dem Altar stammt aus der Erbauungszeit. Abendmahlsgeräte sind aus der Zeit um 1800.

## Orgel
Der Rokoko-Orgelprospekt stammt von dem Rottenburger Bildschnitzer Johann Martin Staiger (1732–1769). Die ursprüngliche Orgel von Johann Jakob Weinmar (1751–1822) aus Bondorf bei Herrenberg wurde 1932 durch ein neues Werk (Giengener Orgelmanufaktur Gebr. Link) ersetzt. Es handelt sich um eine zweimanualige pneumatische Orgel mit einem Pedal und zwölf Registern, außerdem versehen mit Registrierhilfen und Crescendo-Walze. Die Gesamtzahl der Orgelpfeifen beträgt (seit 1975) 1086.

## Glocken
Drei Glocken sind vorhanden. Die älteste stammt aus dem beginnenden 14. Jahrhundert (sie trägt die vier Evangelistennamen). Die anderen beiden wurden 1965 gegossen (Gießerei Rincker in Sinn).